# آنا ماريا من نيوبورغ
آنا ماريا من بالاتينات-نيوبورغ (بالألمانية: Anna Maria von Pfalz-Neuburg)‏ (نويبورغ آن در دوناو؛ 18 أغسطس 1575 - 11 فبراير 1643؛ دورنبورغ)؛ كانت أميرة بالاتينات-نيوبورغ بالميلاد، ومن خلال الزواج أصبحت دوقة ساكس-فايمار.
هي الابنة الكبرى لـ فيليب لودفيغ، كونت بالاتينات-نيوبورغ وآنا من كليفه ابنة يوهان فيلهلم، دوق يوليش-كليفه-برغ.

## الزواج والذرية
تزوجت في 9 سبتمبر 1591 في نويبورغ آن در دوناو من قريبها فريدرخ فيلهلم الأول، دوق ساكس فايمار بحيت تعتبر زوجته الثانية؛ وأنجبت له ستة أبناء:-
1. يوهان فيليب، دوق ساكس-ألتنبورغ (25 يناير 1597 - 1 أبريل 1639).
2. آنا صوفي (3 فبراير 1598 - 20 مارس 1641)؛ تزوجت من كارل فريدرخ، دوق مونستربيرغ-أولز.
3. فريدرخ (12 فبراير 1599 - قتل في المعركة؛ 24 أكتوبر 1625).
4. يوهان فيلهلم (13 أبريل 1600 - 2 ديسمبر 1632).
5. دوروثيا (26 يونيو 1601 - 10 أبريل 1675)؛ تزوجت من ابن عمها ألبرشت الرابع، دوق ساكس آيسناخ.
6. فريدرخ فيلهلم الثاني دوق ساكس-ألتنبورغ (ولد بعد وفاته. في 12 فبراير 1603 - 22 أبريل 1669).

توفي زوجها في 1602، وفي 1604 انتقلت مع أبنائها إلى ألتنبورغ بعد تقسيم دوقية ساكس-فايمار في 1603، وفي 1612 انفصلت عن أبنائها وعاشت في دورنبورغ، ولكن خلال الهجوم على قلعة دورنبورغ من قبل الجنرال يوهان تسركليه، كونت تيلي في 1631 خلال حرب الثلاثين عاما، قاومت آنا المهاجمين ومع ذلك تعرضت للسرقة وجرحت أيضا في خدها، وبمساعدة المواطنين الذين هرعوا إلى مكان الحادث تفادت المهاجمين، بـ امتنانها لذلك تبرعت الدوقة بالكأس إلى كنيسة محلية.
توفيت آنا ماريا في 1643 ودفنت في سرداب طوب الملكي بـ كنيسة الأخوة في ألتنبورغ.